# Dennis Geiger
Dennis Geiger (Mosbach, Alemania, 10 de junio de 1998) es un futbolista alemán. Juega de centrocampista y su equipo es el TSG 1899 Hoffenheim de la Bundesliga. Fue internacional con la selección de fútbol de Alemania sub-17 y en la actualidad es internacional con la sub-21.

## Trayectoria
Formado en la cantera del TSG 1899 Hoffenheim, el 12 de agosto de 2017 debutó con el primer equipo en la Copa de Alemania frente al Rot-Weiss Erfurt. En liga debutó el 19 de agosto de 2017 en la primera jornada de la temporada 2017-18 en la victoria por 1-0 contra el SV Werder Bremen.
Con el Hoffenheim también disputó la previa de la Liga de Campeones de la UEFA 2017-18 donde quedaron eliminados frente al Liverpool F. C.
Su primer gol con el Hoffenheim lo marcó el 23 de septiembre de 2017 contra el F. C. Schalke 04.

## Estadísticas
Actualizado al último partido disputado el 17 de mayo de 2025 (no incluye encuentros con el equipo reserva).
| Club | Div.          | Temporada     | Liga  | Liga  | Copas nacionales(1) | Copas nacionales(1) | Copas internacionales(2) | Copas internacionales(2) | Total | Total |
| Club | Div.          | Temporada     | Part. | Goles | Part.               | Goles               | Part.                    | Goles                    | Part. | Goles |
| --- | ------------- | ------------- | ----- | ----- | ------------------- | ------------------- | ------------------------ | ------------------------ | ----- | ----- |
| TSG 1899 Hoffenheim · Alemania                                                                                              | 1.ª           | 2017-18       | 21    | 2     | 1                   | 0                   | 5                        | 0                        | 27    | 2     |
| TSG 1899 Hoffenheim · Alemania                                                                                              | 1.ª           | 2018-19       | 4     | 0     | 0                   | 0                   | 1                        | 0                        | 5     | 0     |
| TSG 1899 Hoffenheim · Alemania                                                                                              | 1.ª           | 2019-20       | 21    | 0     | 2                   | 0                   | ―                        | ―                        | 23    | 0     |
| TSG 1899 Hoffenheim · Alemania                                                                                              | 1.ª           | 2020-21       | 9     | 1     | 1                   | 0                   | 4                        | 0                        | 14    | 1     |
| TSG 1899 Hoffenheim · Alemania                                                                                              | 1.ª           | 2021-22       | 20    | 2     | 2                   | 0                   | ―                        | ―                        | 22    | 2     |
| TSG 1899 Hoffenheim · Alemania                                                                                              | 1.ª           | 2022-23       | 27    | 1     | 1                   | 0                   | ―                        | ―                        | 28    | 1     |
| TSG 1899 Hoffenheim · Alemania                                                                                              | 1.ª           | 2023-24       | 3     | 0     | 0                   | 0                   | ―                        | ―                        | 3     | 0     |
| TSG 1899 Hoffenheim · Alemania                                                                                              | 1.ª           | 2024-25       | 20    | 0     | 2                   | 0                   | 3                        | 0                        | 25    | 0     |
| TSG 1899 Hoffenheim · Alemania                                                                                              | Total club    | Total club    | 125   | 6     | 9                   | 0                   | 13                       | 0                        | 147   | 6     |
| Total carrera | Total carrera | Total carrera | 125   | 6     | 9                   | 0                   | 13                       | 0                        | 147   | 6     |
| (1) Incluye datos de la Copa de Alemania. (2) Incluye datos de la Liga Europa de la UEFA y la Liga de Campeones de la UEFA. |               |               |       |       |                     |                     |                          |                          |       |       |